# サヘル諸王国

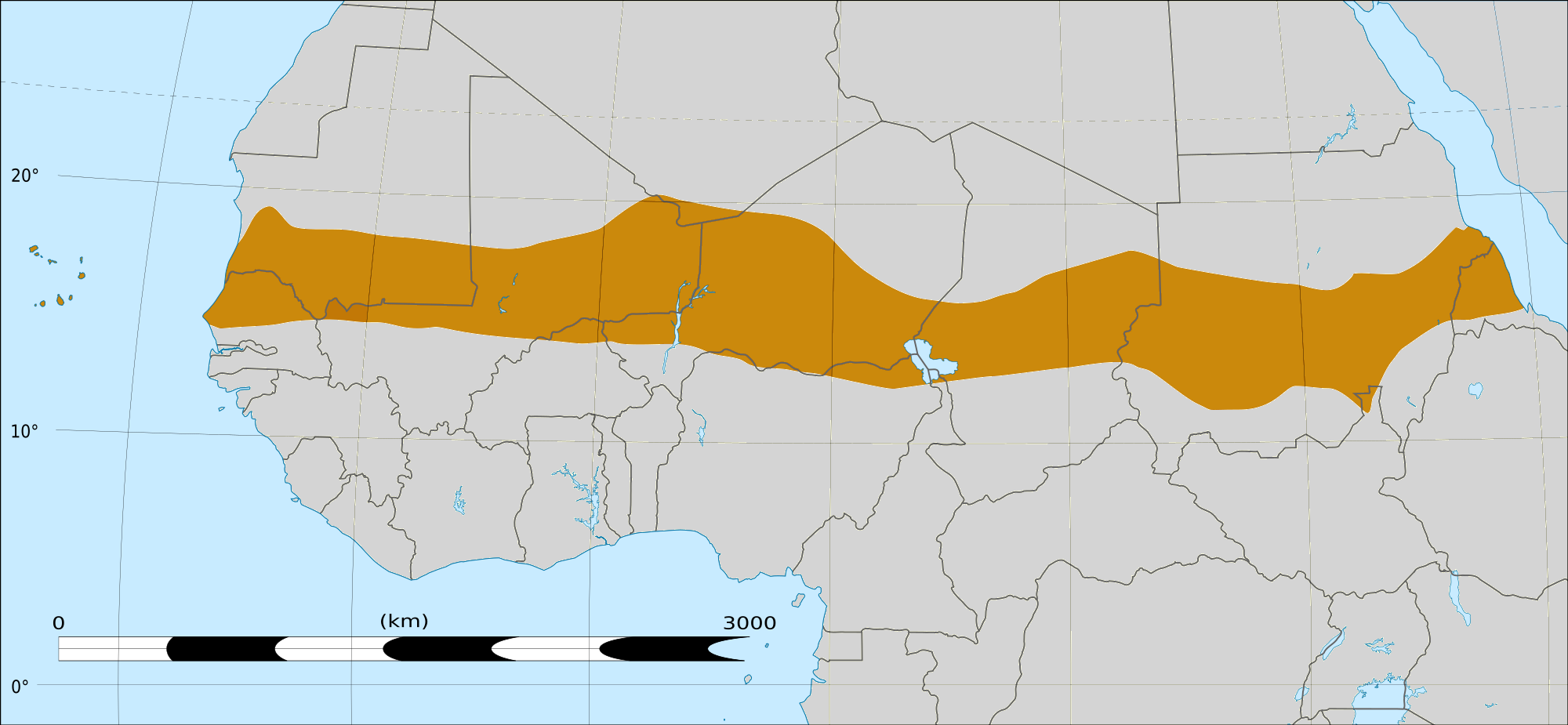
サヘルは、最大幅1,000kmの帯状地帯で、アフリカを横断し、大西洋から紅海にまで達する。

サヘル諸王国（サヘルしょおうこく、Sahelian kingdoms）は、1世紀から19世紀にかけて、サハラ砂漠の南側に位置する半乾燥草原地帯であるサヘルに存在した一群の中央集権化された王国や帝国のことである。国の富は、砂漠を横切る交易路を管理することで生み出された。国の力は、ラクダや馬のような大型の駄獣を保有することによっていた。これらの動物は、中央のコントロール下に大帝国を維持するのに十分な速度を持ち、また、その過程で必要になる戦闘にも役立った。同時に、これらの帝国では分権化もなされており、支配下の都市はかなりの自治権を有していた。
サヘル諸国は南方には拡大できなかった。そちらにはボノ人とヨルバ人が住む熱帯降雨林地帯があった。サヘル諸国の基盤である騎乗した戦士は森の中ではほとんど無力な上に、馬やラクダがこの地域の病気に弱かった。

## 経済

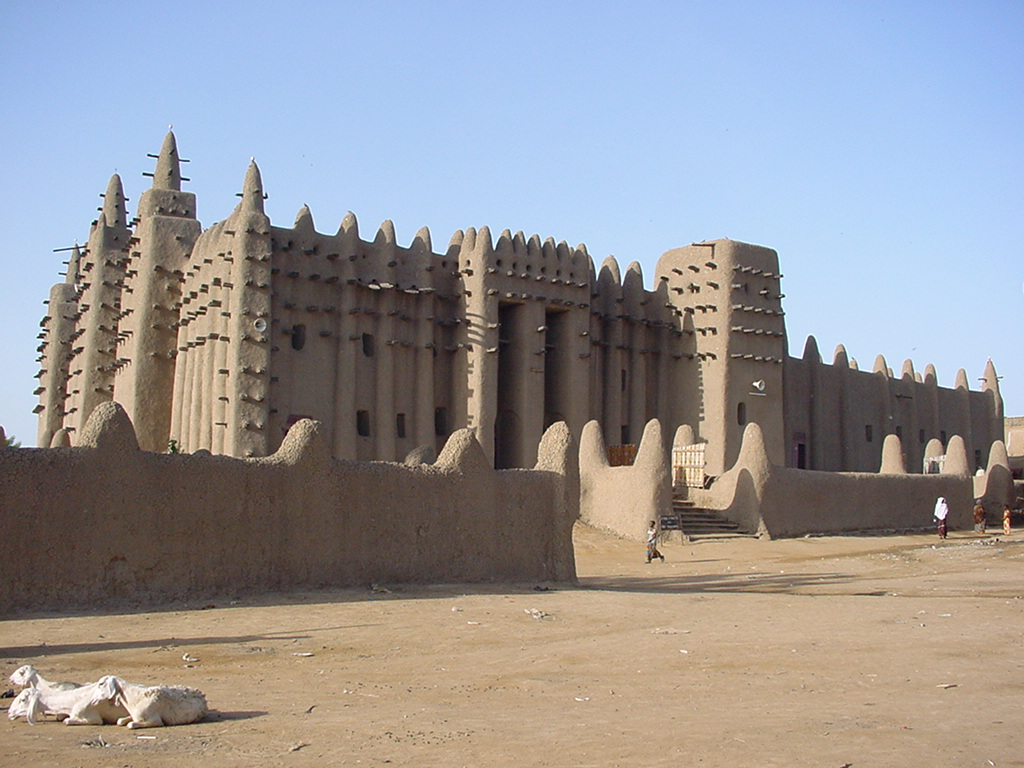
マリ、ジェンネの泥のモスク

帝国または王国にはしっかりした都市と特色ある町が統合されていた。領土には人口密度の低い広大な土地も含まれたが、そこでは組織化の度合いは下がった。人々は農業、畜産、狩猟、漁業、手工業（金属加工、織物、陶磁器）を営んでいた。彼らは川に沿ってそして湖を渡って船を使い、短距離と長距離の交易を行い、彼ら自身の通貨を使用した。

## サヘル諸王国の歴史

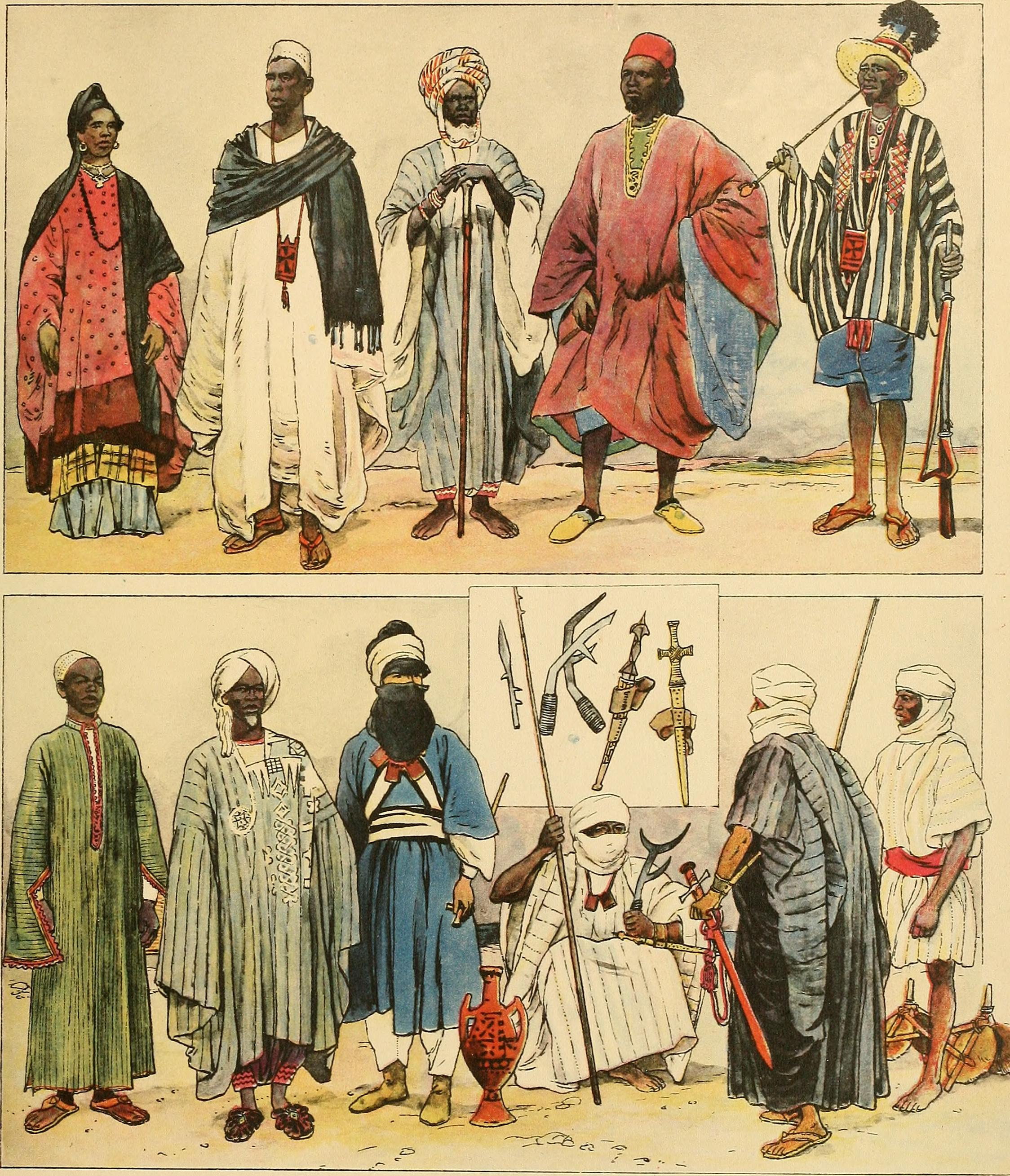
サヘルの諸民族

- この地域で最初に台頭した有力国家はガーナ帝国だった。およそ1世紀に設立され、今日のセネガルとモーリタニアを中心としており、ウォロフ族の商人による駄獣の導入の恩恵を受けた最初の存在だった。ガーナは100年頃から900s年までの間、この地域を支配した。この時期のこの地域のより小さな国家には、西にテクルール、南にマリのマリンケ王国、東にガオを中心としたソンガイが含まれていた。
- ガーナがムラービト朝からの侵略に直面して崩壊したとき、一連の短命な王国、特にソソ王国（英語版）が続いた。1235年以降、マリ帝国が台頭してこの地域を支配し、最南端のボノと交易した。ガーナの西、現在のニジェールとマリにあるニジェール川に位置し、1350年代に最盛期に達したが、1400年までに多くの従属国の支配権を失った[1]。
- これら諸国の中で最も強力なのはソンガイ帝国であり、1460年代にスンニ・アリ王の代に急速に拡大した。 1500年にはカメルーンからマグリブにまで広がっていたアフリカ史上最大の国である。それでも非常に短命で、モロッコの持つマスケット銃の威力に直面したことで、1591年に崩壊した。
- はるか東のチャド湖では、9世紀に設立されたカネム・ボルヌ帝国が、中央サヘル地域でより卓越した存在になっていた。彼らの西側では、ゆるやかに統一されたハウサの都市国家が支配的になった。この2つの国の間の関係は不安定な物だったが、国それ自体は非常に安定していた。
- 1810年、ソコト帝国が勃興してハウサを征服し、より中央集権化された国家を作り上げた。カネム・ボルヌは存在し続けた。

## 地図

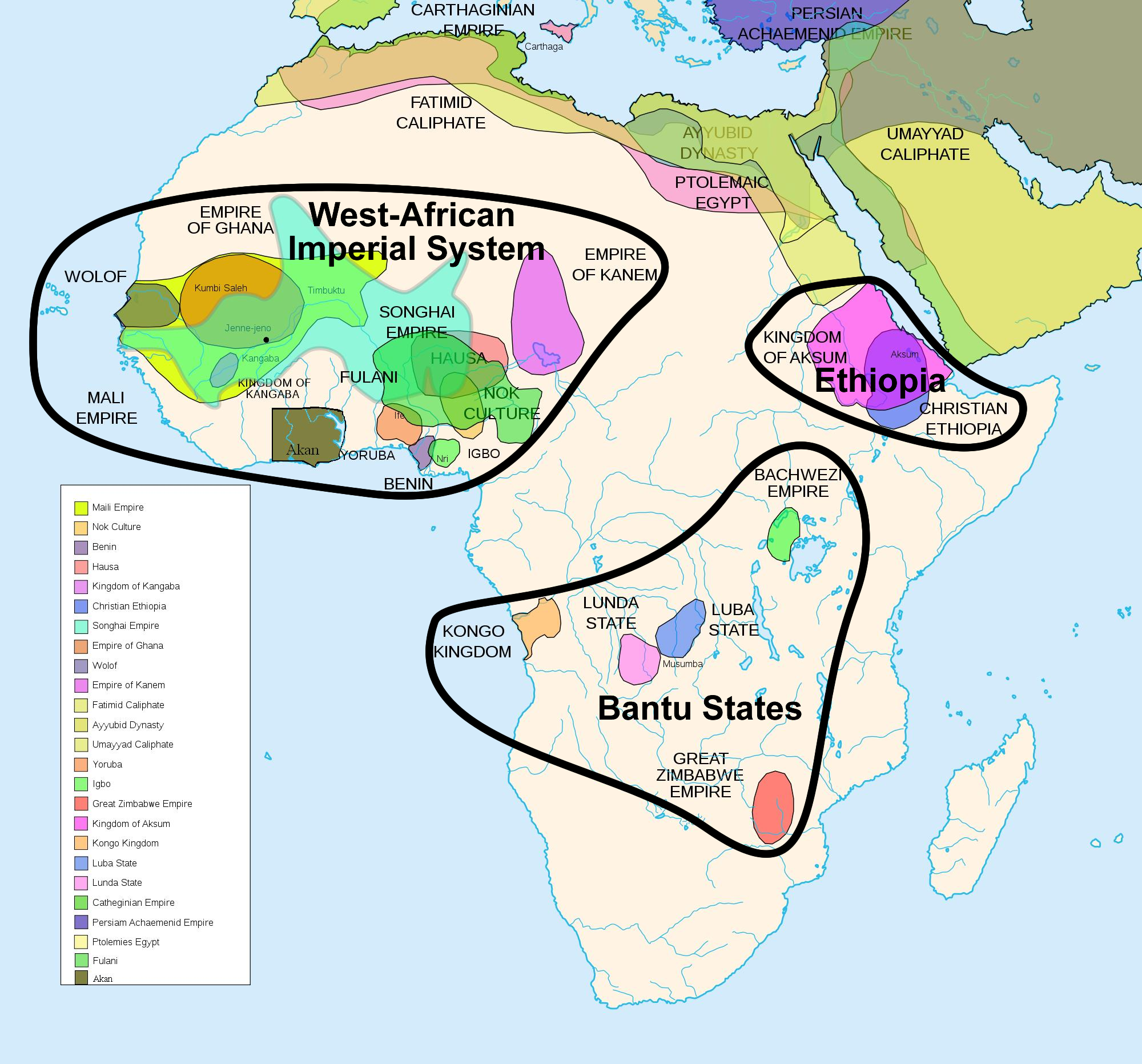
紀元前500年から西暦1500年までのアフリカ諸国
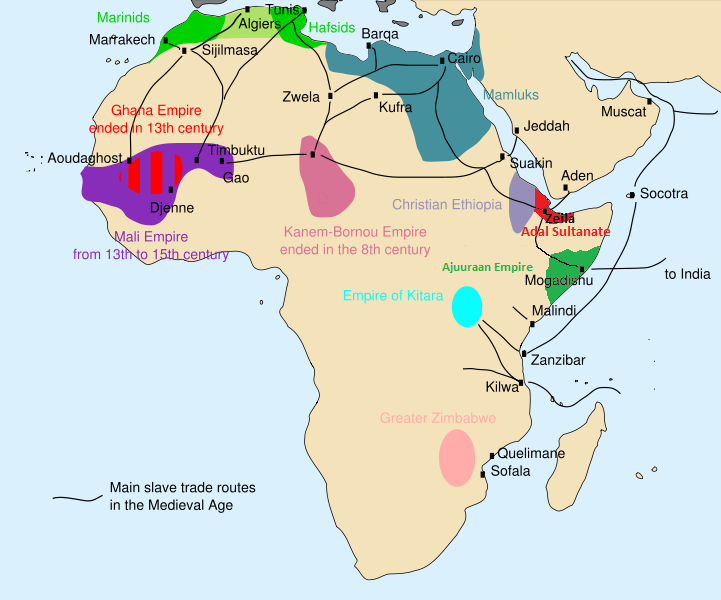
中世アフリカにおける主な奴隷貿易ルート
サハラ砂漠西部の交易路。c1000〜1500。金の産地は薄茶色で示した。
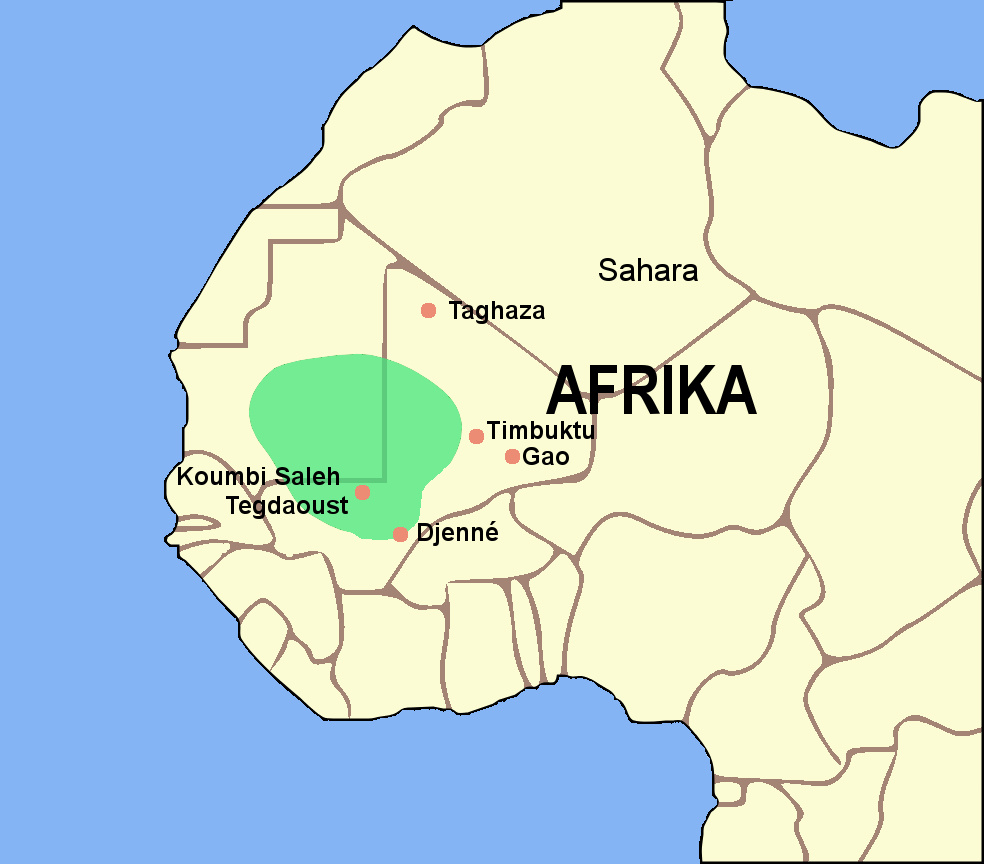
ガーナ帝国最大版図。c1050
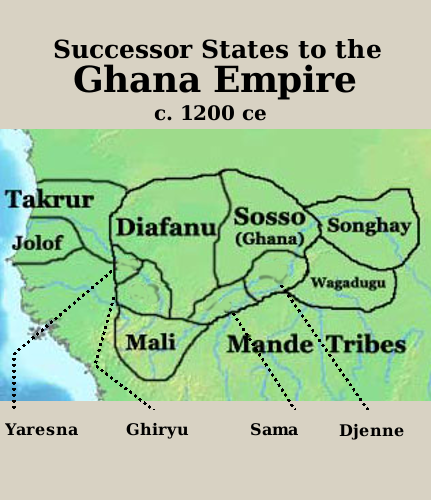
ガーナ帝国の後継諸国。c1200
カネム帝国の勢力。c1200
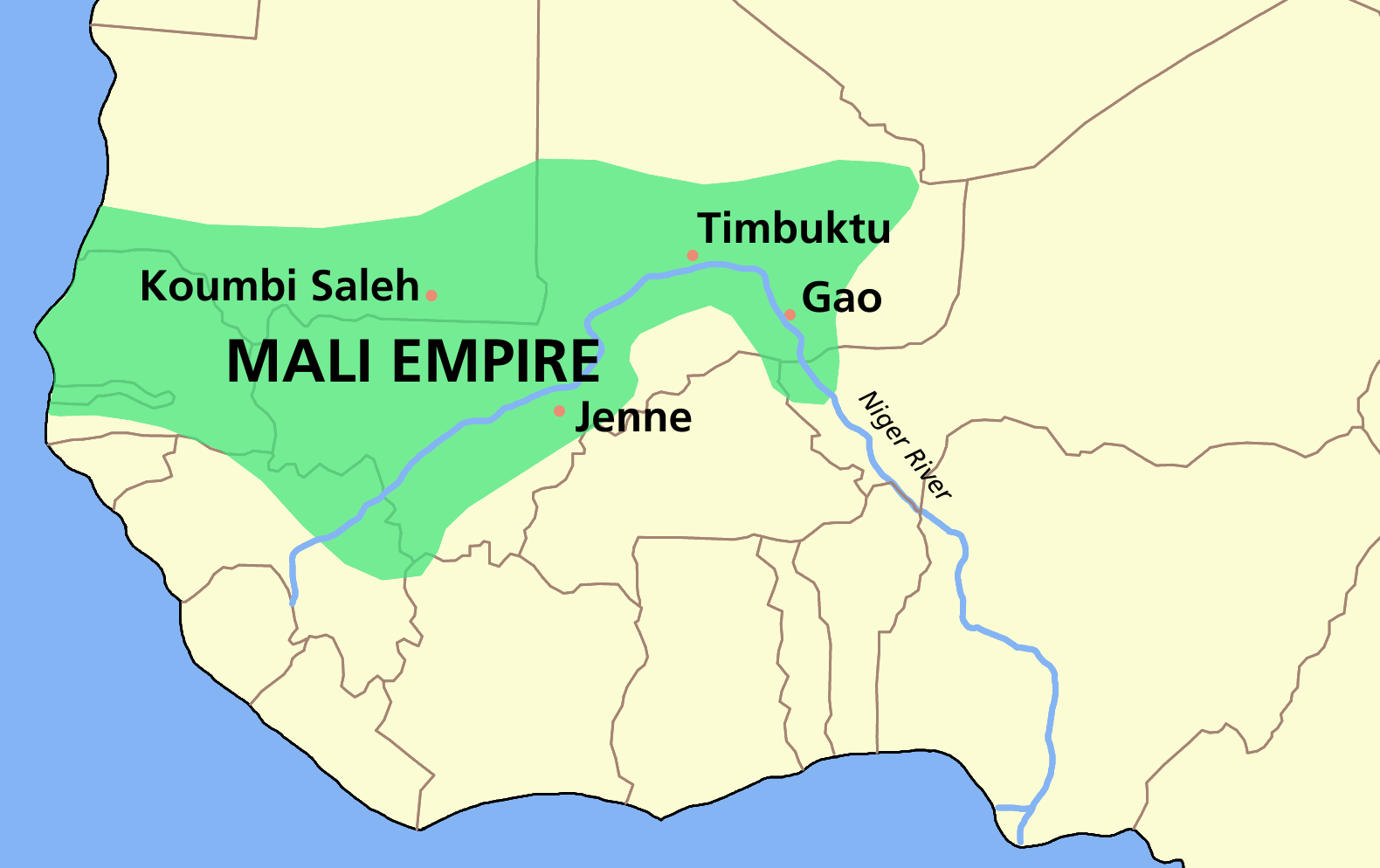
マリ帝国の範囲。c1350
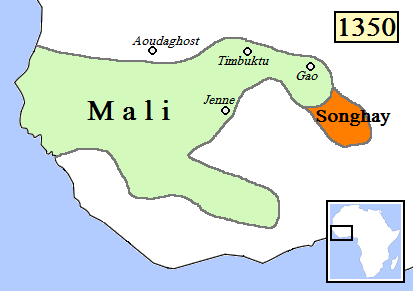
ソンガイ帝国と隣接するマリ帝国のおおよその範囲。c1350
ウォロフ帝国の構成国。
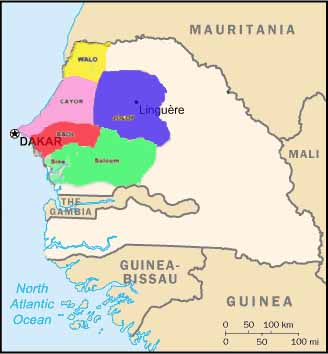
ウォロフ帝国の構成国。c1400
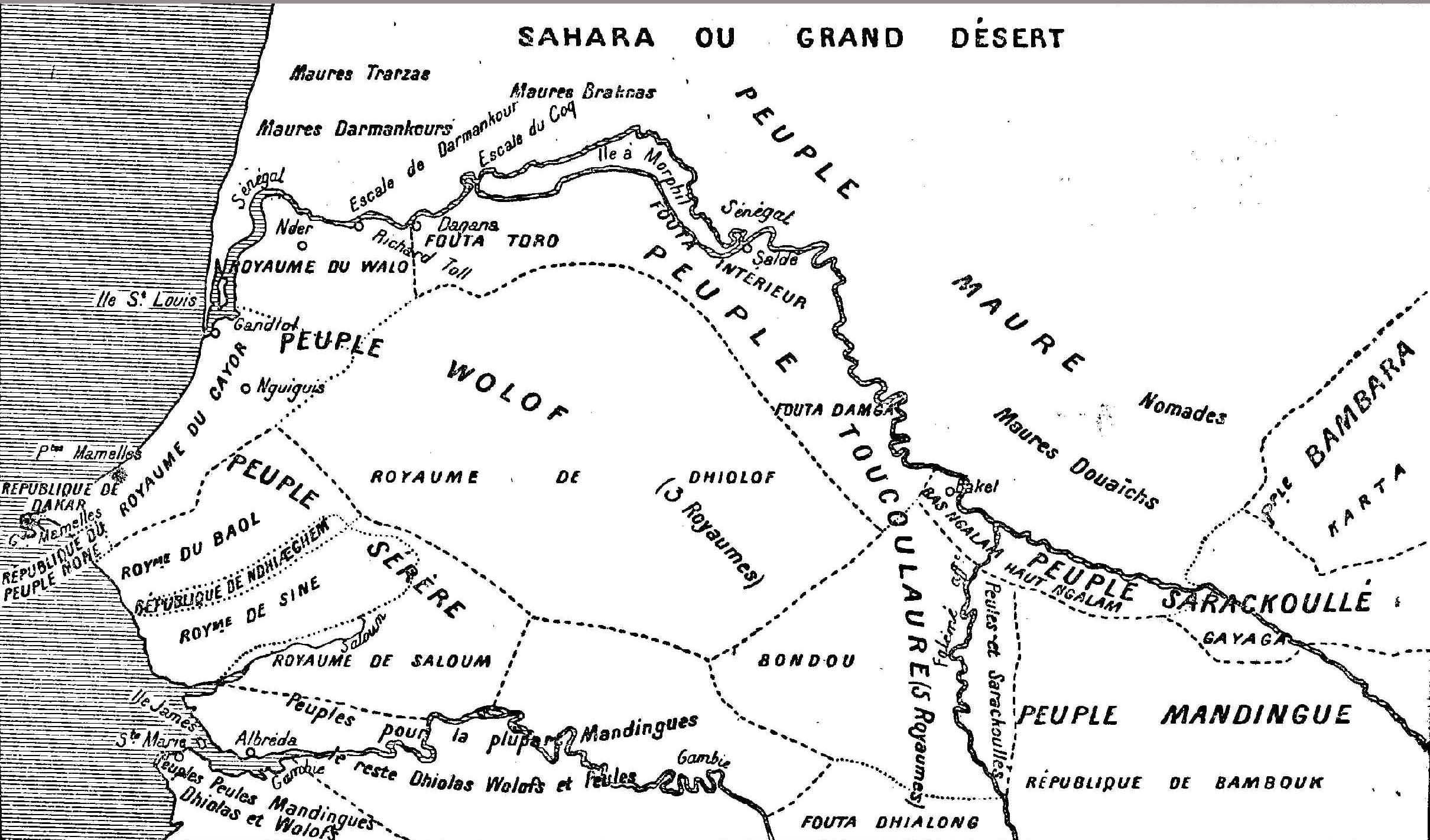
Carte des peuplades du Sénégal de l'abbé Boilat (1853)：フランス植民地時代のセネガルの民族地図。バオル、シヌ、サルームの植民地時代以前の国々は南西海岸に沿って並んでおり、内陸部には「セレール族」と記されている。
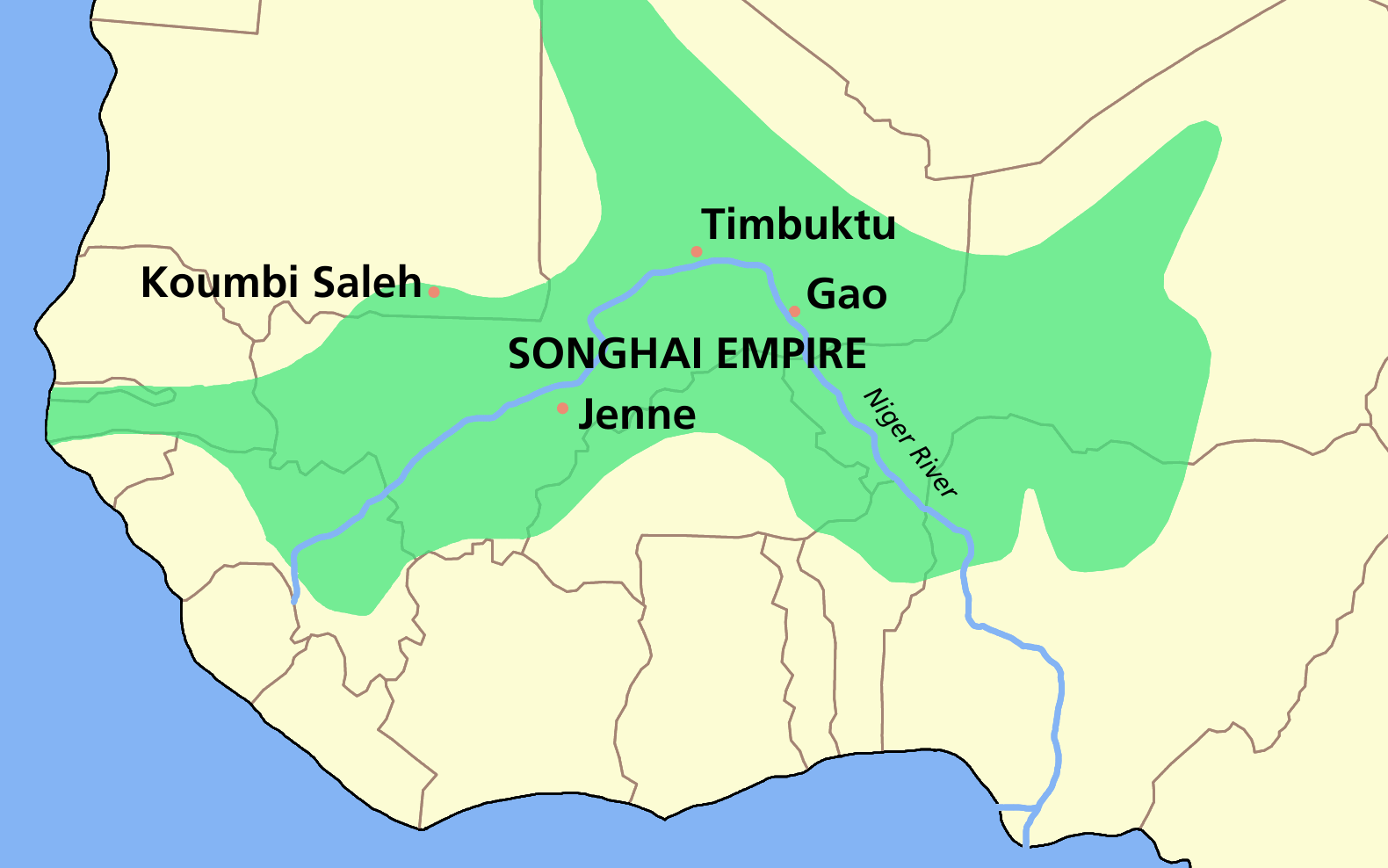
ソンガイ帝国。c1500
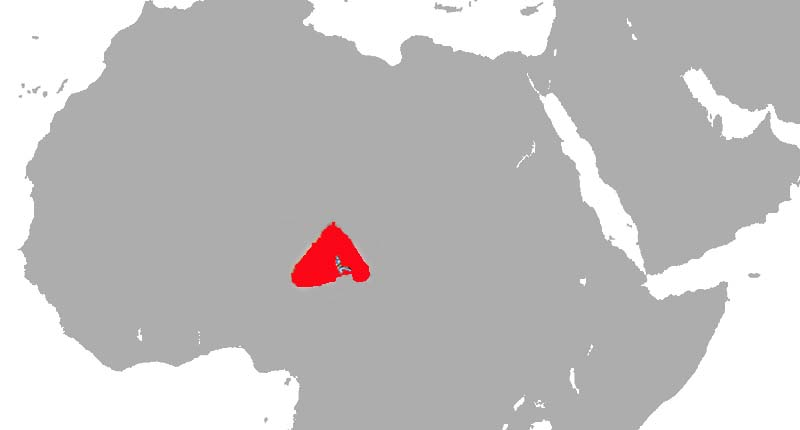
1500年のボルヌ帝国の領土
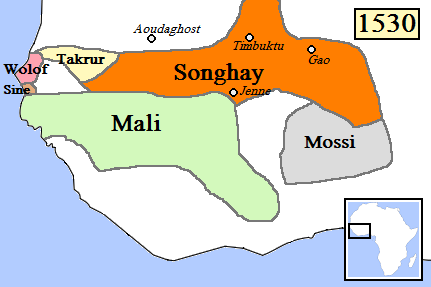
マリ帝国、ソンガイ帝国およびその周辺諸国。c1530
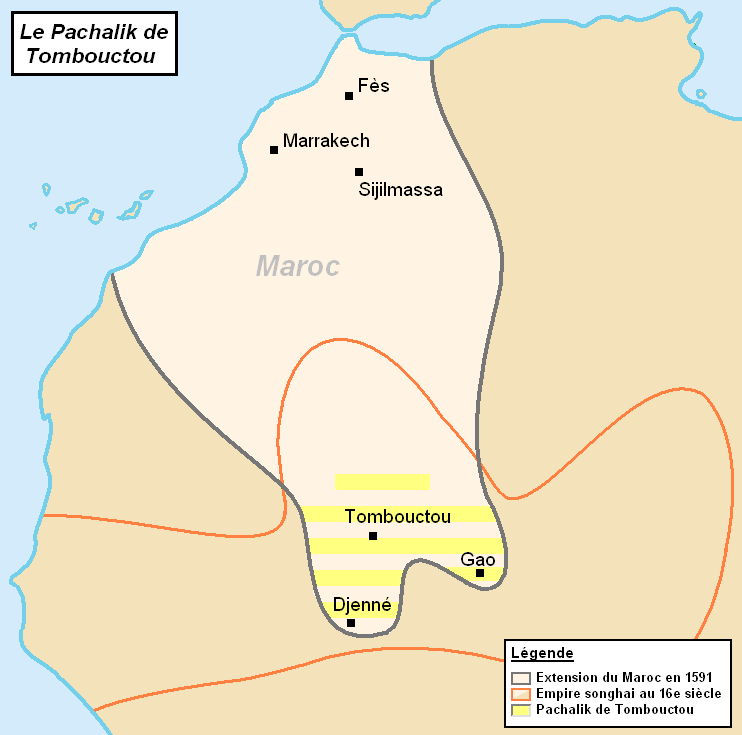
ソンガイ帝国（赤の輪郭）内のモロッコのサアド朝（黒の輪郭）の一部としてのトンブクトゥ・パシャ国（黄色の縞模様）の地図。c1591
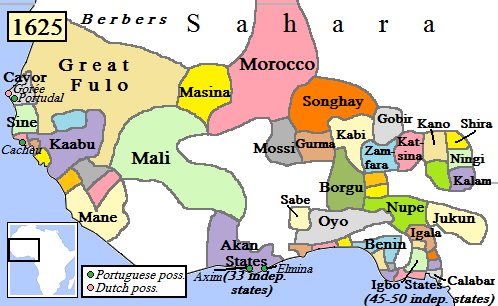
マリ帝国とその周辺諸国。c1625年
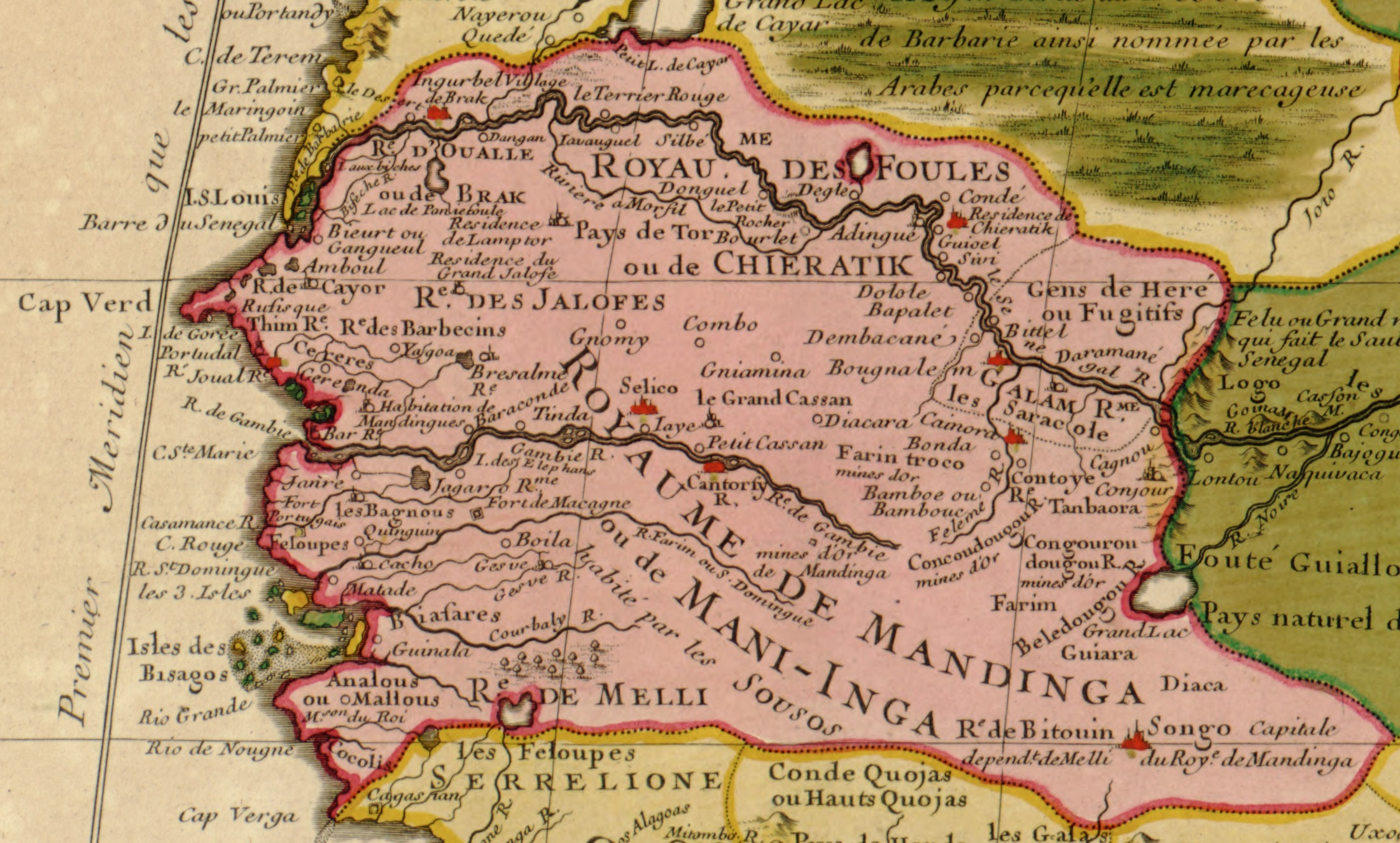
セネガンビア地域。c1707年。ワーロ王国（Waalo）は左上のRe D'OUALLEで示されている
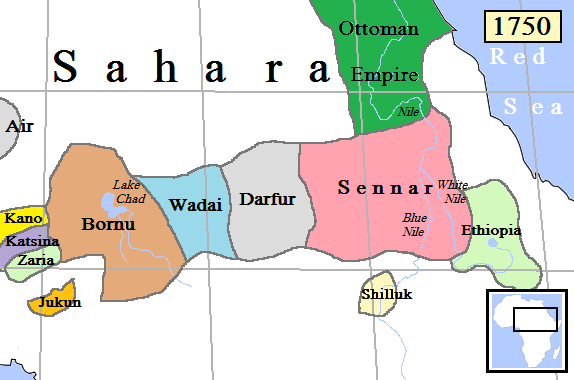
ボルヌ帝国とサヘル東部の王国。c1750
ボルヌ帝国の範囲。c1750
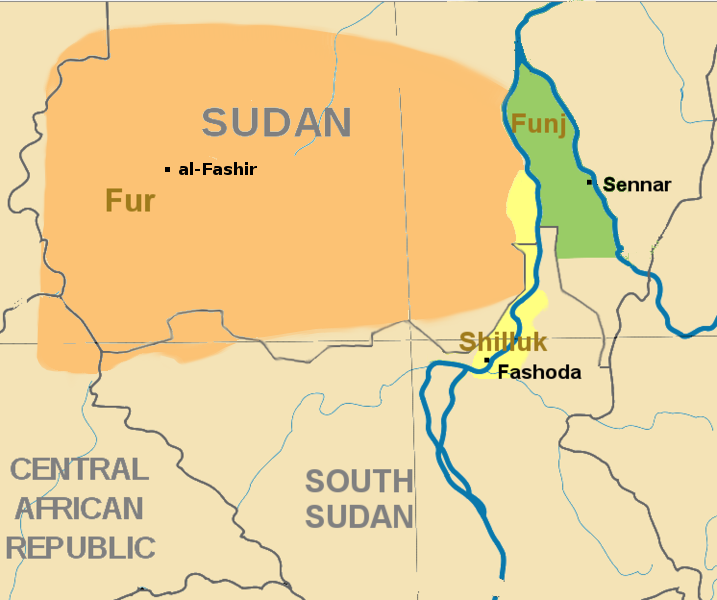
シルルク王国（黄色 Shilluk Kingdom）とその隣国。c1800
1810年のボルヌ帝国
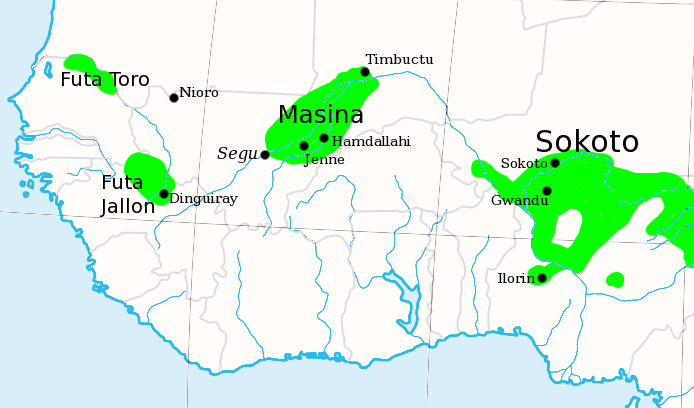
西アフリカのフラニ・ジハード諸国（ソコト帝国など）。c1830年
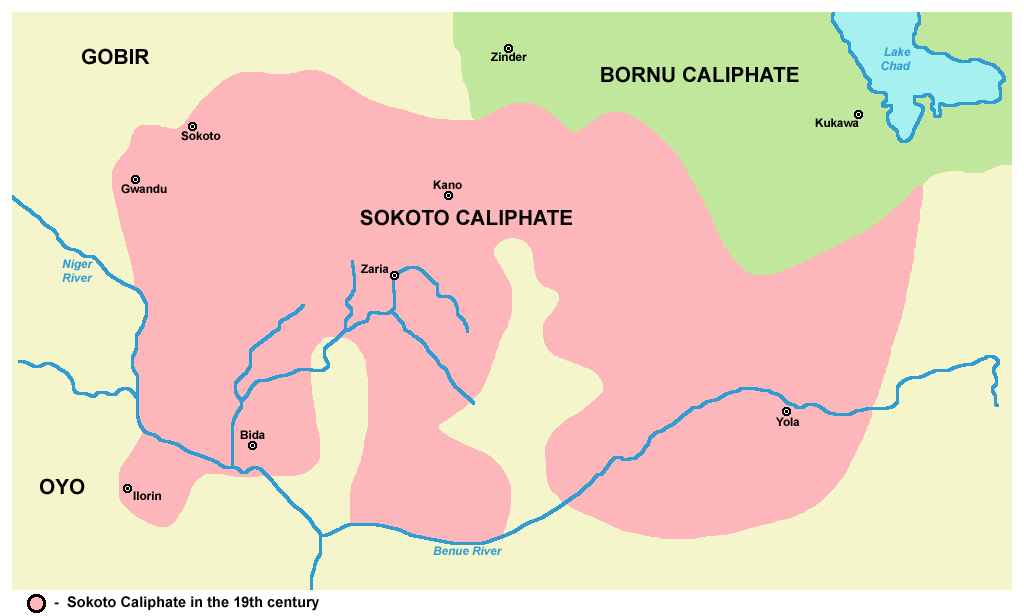
ソコト帝国、19世紀
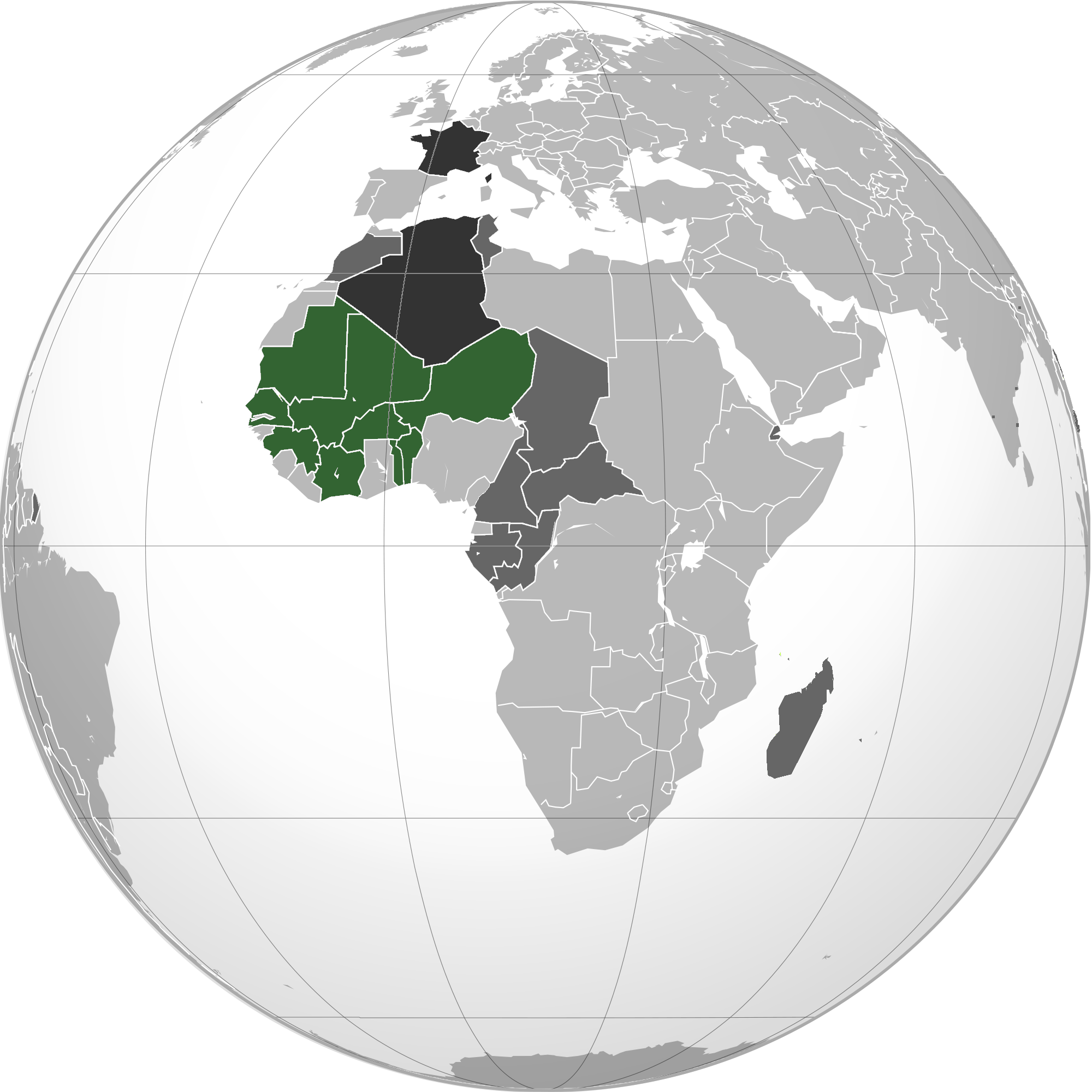
第二次世界大戦後のフランス領西アフリカ（緑色）、およびその他のフランス領（濃い灰色）。黒はフランス本国およびアルジェリア。
15〜19世紀の西アフリカの主要な奴隷貿易地域
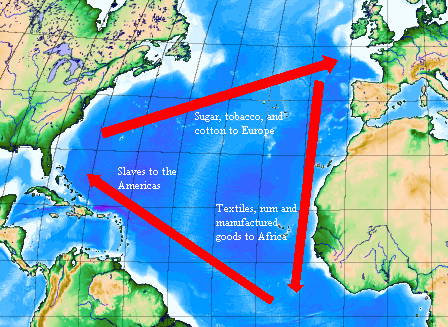
三角貿易の古典的モデル。
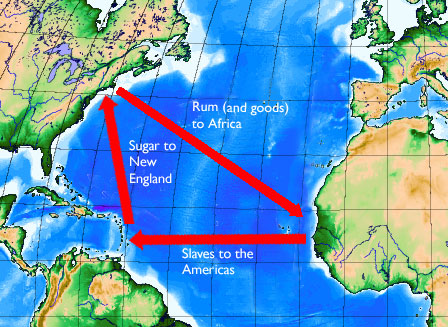
奴隷、砂糖、ラム酒の三角貿易。ヨーロッパではなくニューイングランドを頂点とするもの。